# Kärnborrning

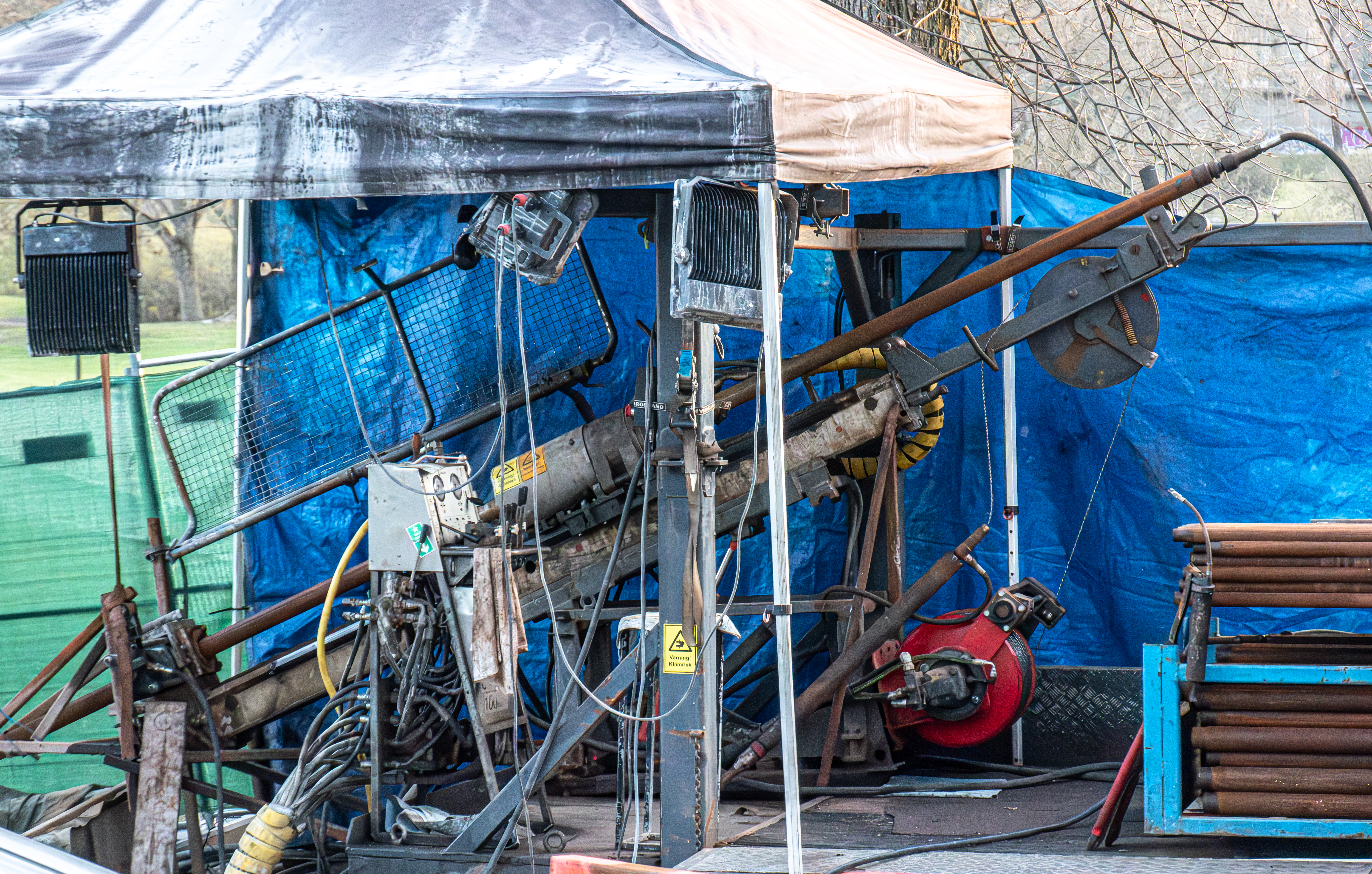
Kärnborrning i Rålambshovsparken i Stockholm 2024 inför utbyggnad av ny tunnelbanestation.

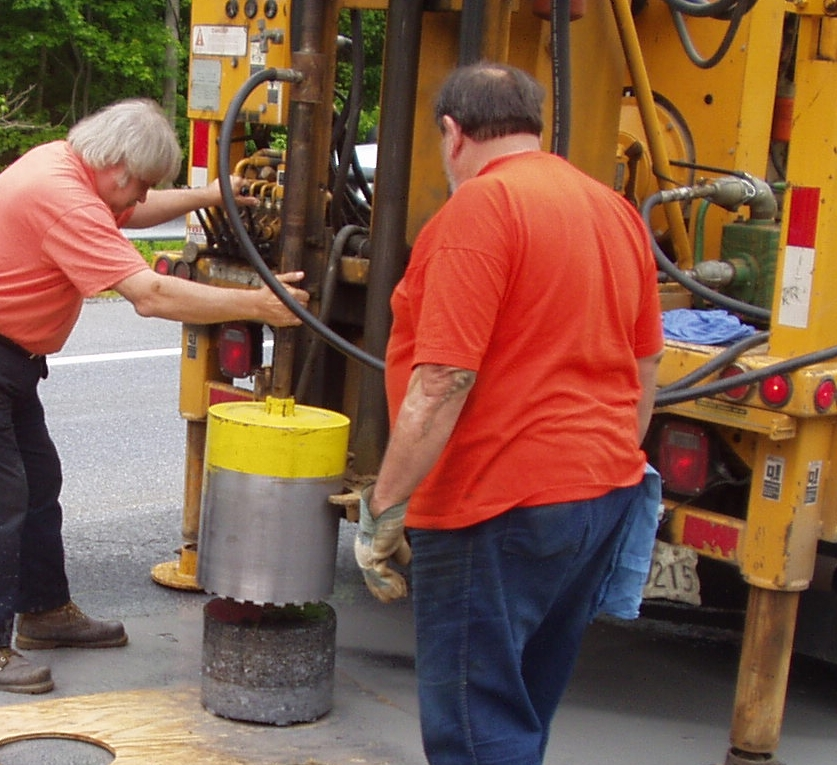
Kärnborrning i Frankrike 2005.

Kärnborrning är en metod som används när en kärna av jord eller berg måste tas ut för att undersökas. Man undersöker kärnorna för att se stabiliteten i marken, eller för att hitta intressanta mineral.
Kärnborrning bygger på att en roterande, cirkelformad hålsåg besatt med diamanter används. Därför kallas metoden ibland för ”diamantborrning”. Resultatet av kärnborrningen är borrkärnor - runda stavar som analyseras av geologer för att få en uppfattning om berggrundens eller markens egenskaper.
Metoden används dels i samband med prospektering, d.v.s. sökande efter brytningsvärda mineral, dels vid undersökningar av exempelvis berg, jord eller betong.
Prospektering utförs ofta i områden där vägar saknas. Därför måste borrutrustningen dels vara terränggående, dels självförsörjande med bränsle, vatten och tryckluft.

## Infrastruktur
Vid husbyggen eller tunnelbyggen så måste bergets egenskaper undersökas, till exempel för att se om det finns sprickor. Om det finns mycket sprickor i borrkärnan kan det betyda att berget är dåligt och måste förstärkas, exempelvis med pålar eller bultar.

## Utförande
Borrhålens djup kan variera från 100 till 150 meter. Borrmaskinen borrar sig ned i marken och tar upp en kärna av materialet. Man kan borra 
1. rakt ned
2. i lutning
3. rakt upp om man befinner sig i en underjordsgruva eller en tunnel.

Borrmaskinerna som används är ofta små och har många delar. Borrkronan är ofta av diamant, en så kallad diamantborr, för att kunna ta sig genom marken. Diamant är ett mycket hårt material som borrar sig igenom allt berg. På grund av diamanterna används ofta namnet diamantborrning för kärnborrning.